# Mackovice
Mackovice (deutsch Moskowitz) ist eine Gemeinde im Okres Znojmo (Bezirk Znaim), Jihomoravský kraj (Region Südmähren) in der Tschechischen Republik.

## Geographie

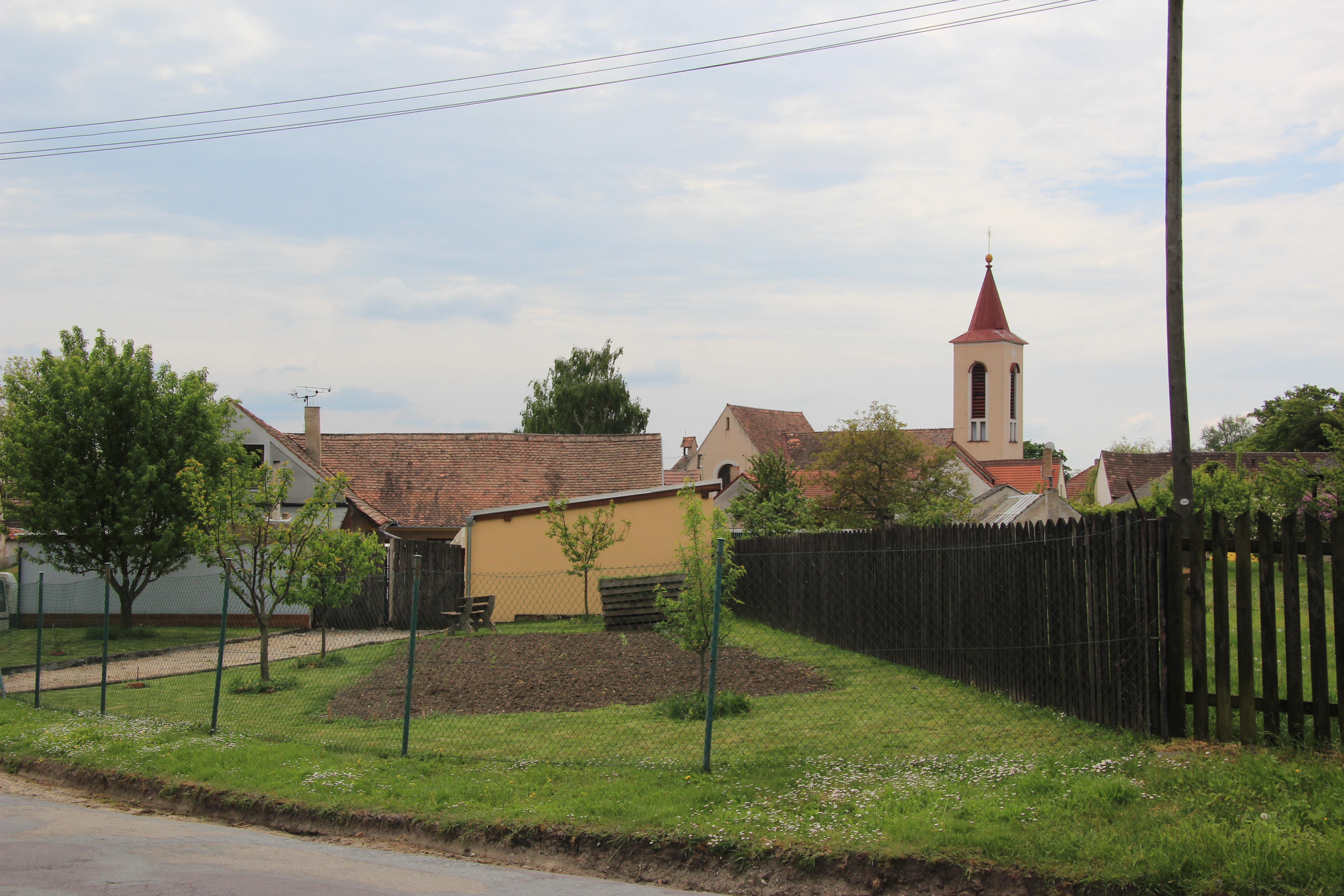
Ortsansicht

Mackovice befindet sich am Bach Břežanka in der Thaya-Schwarza-Senke.
Nachbarorte sind Kašenec (Kaschnitzfeld) und Václavov im Norden, Břežany (Frischau) im Osten, Čejkovice (Schakwitz) im Westen und Božice (Possitz) im Süden. Der Ort selbst ist als ein Dreieckangerdorf angelegt.

## Geschichte
Im 11. bis 13. Jahrhundert kam es zu einer großen Siedlungsbewegung von West nach Ost. Mähren wurde von 1031 bis 1305 von der Dynastie der Přemysliden regiert. Um größere Gebiete landwirtschaftlich zu nutzen und damit höhere Erträge zu erzielen, bewarben sie die Kolonisten zum Beispiel mit zehn Jahre Steuerfreiheit (deutsches Siedlerrecht). Bis zum Jahre 1150 wurde das Gebiet um Mikulov (Nikolsburg) und Znojmo (Znaim) von deutschen Einwanderern aus Niederösterreich besiedelt. Die bis 1945 gesprochene ui-Mundart und die Anlage des Dorfes bekunden, dass sie ursprünglich aus den bairischen Gebieten der Bistümer Regensburg und Passau stammten. Sie brachten neue landwirtschaftliche Geräte mit und führten die ertragreiche Dreifelderwirtschaft ein.
Ein Herrenhof wird urkundlich erstmals 1182 erwähnt. Das Zehent des Ortes ging an das Kloster Bruck. Im Laufe der Jahre änderte sich die Schreibweise des Ortes mehrmals. So schrieb man 1358 „Maczkowicz“, 1531 „Mazkowicz“, 1633 „Matzkowez“, 1643 „Maskowitz“, 1650 „Moschowitz“ und ab 1672 „Moskowitz“. Im Jahre 1412 erhielt das Dorf das Weinbergrecht. Am Ende des 16. Jahrhunderts kamen die Täufer nach Südmähren und auch nach Moskowitz. So waren bis zu deren Vertreibung nach Siebenbürgen im Jahre 1622 nur mehr 30 Bewohner des Ortes Katholiken. Im Jahre 1625 wurde Moskowitz mit dem Ort Kromau vereinigt. Während des Dreißigjährigen Krieges wurde Moskowitz in den Jahren 1619, 1620 und 1622 geplündert. Im Jahre 1645 eroberten schwedische Truppen unter dem General Lennart Torstensson das Dorf und plünderten es abermals. Matriken werden seit 1744 geführt. Im 18. und 19. Jahrhundert wüteten die Pest und die Cholera im Ort. Im Jahre 1892 wurde die Schule im Dorf neu errichtet. Im Jahre 1903 brachen im Ort gleich dreimal Brände aus, die jeweils mehrere Häuser zerstörten. Im Jahre 1906 wurde für die Kirche eine neue mittlere Glocke angeschafft. 1908 wird zum 60-jährigen Regierungsjubiläum Franz Josefs eine Linde im Ortsteil Böhmdörfel gepflanzt, der „Kaiserbaam“. Gutsherr Graf Kinsky lässt daraufhin eine Lindenallee pflanzen. Beim Ausheben einer Eisgrube für das Gemeindegasthaus findet man 1913 ein germanisches Hockergrab mit Urne aus dem 5. Jahrhundert. Die Bewohner von Moskowitz waren zu 80 % selbstständige Bauern, während die restlichen Bewohner Beamte, Handwerker und Arbeiter auf den Gutshöfen waren. So wurden alle 12-jährigen Kinder von April bis Oktober vom Schulbesuch befreit, um in deren elterlichen Landwirtschaftsbetrieben zu helfen. Angebaut wurden neben verschiedenen Getreidesorten auch Erbsen, Mais, Futterrüben, Kartoffeln, Zuckerrüben, Raps und verschiedene Obstsorten. Der in Südmähren seit Jahrhunderten gepflegte Weinbau spielte aufgrund des Klimas und der Bodenbeschaffenheit nur eine geringe Rolle, wobei die produzierten Mengen nie über den Eigenbedarf des Dorfes hinaus wuchsen. Ebenso war die Jagd mit jährlich 600 geschossenen Hasen, 500 Rebhühnern, 10 Rehen und 50 Fasanen sehr einträglich. Neben dem üblichen Kleingewerbe gab es noch den herrschaftlichen Gutshof und eine Schrotmühle samt Karpfenzucht.
Nach dem Ersten Weltkrieg zerfiel der Vielvölkerstaat Österreich-Ungarn.
Einer der Nachfolgestaaten Österreich-Ungarns war die Tschechoslowakei, die jene deutschsprachigen Gebiete Böhmens, Mährens und Schlesiens für sich beanspruchte, die seit Ende 1918 als Deutschösterreich galten. Der Vertrag von Saint-Germain 1919, erklärte diese strittigen Territorien und damit Moskowitz, dessen Bewohner im Jahre 1910 zu fast 99 % der deutschen Bevölkerungsgruppe angehörten, zum Bestandteil der neuen Tschechoslowakischen Republik. Im Zuge der Bodenreform wurde der Gutshof des Grafen Kinsky enteignet und der Zuckerindustrie AG Göding übergeben. In diese wurde 1926 ein tschechischer Verwalter eingesetzt. Daraufhin kam es zu einem verstärkten Zuzug von Arbeitern und Beamten tschechischer Sprachzugehörigkeit. Im Winter 1928/1929 ruinierte starker Frost zahlreiche Weinreben, Nuss- und Kirschbäume. Ab dem Jahre 1930 erfolgte die Elektrifizierung des Ortes. Die versprochene gleichberechtigte Stellung der Minderheiten wurde letztlich vom Mehrheitsvolk nicht zugestanden. Maßnahmen wie die Bodenreform und die Sprachenverordnung, welche helfen sollten, Tschechen in den deutschen Gemeinden anzusiedeln, verschärften die Spannungen noch. Als auch die von den Deutschsprachigen geforderte Autonomie nicht verhandelt wurde und bewaffnete Konflikte drohten, wurde die tschechische Regierung im Münchner Abkommen zur Abtretung der Randgebiete an Deutschland gezwungen. Somit wurde Moskowitz mit 1. Oktober 1938 ein Teil des deutschen Reichsgaus Niederdonau. Während dieser Sudetenkrise wurden von tschechischen Soldaten Barrikaden errichtet und Schützengräben im Ortsgebiet ausgehoben.
Nach dem Ende des Zweiten Weltkrieges wurden die im Münchener Abkommen  an Deutschland übertragenen Territorien, also auch der Ort Moskowitz,  wieder der Tschechoslowakei zugeordnet. Bei einsetzenden Misshandlungen der deutschstämmigen Bevölkerung durch selbsternannte Revolutionsgardisten und militante Tschechen kamen fünf deutsche Bürger zu Tode. Andere flüchteten vor diesen Exzessen über die nahe Grenze nach Österreich oder wurden hinüber getrieben. Zwischen dem 2. Juni und 18. September 1946 erfolgte die Zwangsaussiedlung über Znaim nach Westdeutschland. 41 Personen verblieben im Ort. Gemäß dem Beneš-Dekret 108 wurden das Vermögen der deutschen Einwohner sowie das öffentliche und kirchliche deutsche Eigentum konfisziert und unter staatliche Verwaltung gestellt.
In Übereinstimmung mit den ursprünglichen Transfermodalitäten des Potsdamer Kommuniques verlangte die Rote Armee im Januar 1946 den Abschub aller Volksdeutschen aus Österreich nach Deutschland.

## Wappen und Siegel
Das älteste Gemeindesiegel stammt aus dem 17. Jahrhundert. Es zeigt innerhalb eines Blattkranzes die Umschrift „SIGIL.VAF.DIS.DORF.MOSCHOWITZ“. Das Siegelrund enthält einen Renaissanceschild, welches eine Weintraube, ein Pflugeisen und ein Pflugmesser zeigt.

## Bevölkerungsentwicklung
| Volkszählung | Einwohner gesamt | Volkszugehörigkeit der Einwohner | Volkszugehörigkeit der Einwohner | Volkszugehörigkeit der Einwohner |
| Jahr         | Einwohner gesamt | Deutsche                         | Tschechen                        | Andere                           |
| ------------ | ---------------- | -------------------------------- | -------------------------------- | -------------------------------- |
| 1880         | 630              | 610                              | 15                               | 5                                |
| 1890         | 652              | 625                              | 16                               | 11                               |
| 1900         | 708              | 691                              | 15                               | 2                                |
| 1910         | 728              | 719                              | 8                                | 1                                |
| 1921         | 690              | 642                              | 39                               | 9                                |
| 1930         | 791              | 698                              | 78                               | 15                               |

## Sehenswürdigkeiten

Dreifaltigkeitskapelle (1938)

- Filialkirche Mariae Vermählung (1722) vorher Kapelle der Heiligen Fabian, Sebastian, Rochus und Rosalia, Turm (1884)[25]
- Kriegerdenkmal (1925) im Jahre 1945 von Tschechen zerstört
- Statue Johann von Nepomuk
- Bildstock Maria Hilf
- Dreifaltigkeitskapelle am Ortseingang Richtung Hosterlitz

## Söhne und Töchter des Ortes
- Wenzel Max (1898–1982), Volksliedforscher, Träger des Südmährischen Kulturpreises.
- Albin Mahr (1897–1965), Theologe und Heimatforscher.
- Josef Seethaler (* 1928), Träger des Josef-Löhner-Preises 2008.

## Brauchtum
Reiches Brauchtum bestimmte den Jahresablauf der 1945/46 vertriebenen, deutschen Ortsbewohner:
- Zu Fasching gingen die Kinder des Ortes von Haus zu Haus und baten um Faschingskrapfen. Diese wurden auf einen Holzspieß gesteckt und am nächsten Tag verzehrt.
- Zu Verkündigung des Herrn wurden die Kinder von ihren Paten und Verwandten mit Kleinigkeiten oder Süßigkeiten beschenkt.
- Sprüche aufsagend gingen die jungen Menschen zu Ostern von Haus zu Haus. Reich wurden sie mit rot gefärbten Eiern dafür beschenkt.
- Die Winterszeit wurde zum sogenannten „Federnschleißen“ genutzt. Dabei wurden die Daunen von den Gänsekielen getrennt. Freunde und Verwandte arbeiteten mit. Am Ende des Federnschleißens gab es den sogenannten „Fedaho“, bei Spiel, Spaß und Neckereien klang das „Federnschleißen“ aus.
- „Zu Sankt Kathrein sperrt Fiedel und Geigen ein“ (25. Nov.). Sonntags davor spielt noch die „Katrein-Muse“. Es ist die letzte Tanzmusik vor der Adventszeit.
- Von ihren Nachbarn erhielten die Moskowitzer den Spitznamen „Fuchsenfänger“.